# Heribert Hutter
Heribert Hutter (* 21. Februar 1926 in Wien; † 19. November 2012 ebenda) war ein österreichischer Kunsthistoriker.
Hutter studierte Kunstgeschichte und Klassische Archäologie an der Universität Wien, wo er 1959 promoviert wurde. Er war an der Graphischen Sammlung Albertina und später lange Jahre an der Gemäldegalerie der Akademie der bildenden Künste in Wien tätig, deren Direktor er wurde.
Verheiratet war er mit der Kunsthistorikerin Irmgard Hutter.

## Schriften (Auswahl)
- Italienische Einflüsse auf die Wandmalerei in Österreich im vierzehnten Jahrhundert. Dissertation Universität Wien 1959
- (Hrsg.): Francisco de Goya, Ausstellungskatalog, Albertina, Wien 1961
- Glasmalerei im Mittelalter. Rosenbaum, Wien 1963
  - englische Übersetzung: Medieval Stained Glass, New York: Crown, London: Methuen 1964
- Jugendstil, Wien: Rosenbaum 1965
  - englische Übersetzung: Art Nouveau. New York: Crown, 1967
- Die Handzeichnung. Entwicklung, Technik, Eigenart, München: Schroll Verlag 1966
  - englische Übersetzung: Drawing. History and Technique, Thames and Hudson 1968
- mit Wanda Lhotsky: Meisterzeichnungen des Kupferstichkabinetts, Akademie der Künste, Wien 1967
- mit Margarethe Poch-Kalous: Die Gemäldegalerie der Akademie der Bildenden Künste in Wien, Wien 1968
- mit Irmgard Hutter: Konfrontationen: vergleichende Stilgeschichte, (Belser Stilgeschichte). Belser, Stuttgart 1971
- mit Wanda Lhotsky: Julius Schnorr von Carolsfeld: Römisches Porträtbuch. Im Kupferstichkabinett der Akademie der Bildenden Künste Wien, Akademie der Künste, Wien 1973
  - englische Übersetzung: Styles in Art. An historical survey, 1978
- (Hrsg.): Albert Paris Gütersloh: Beispiele; Schriften zur Kunst, Bilder, Werkverzeichnis, Wien, München 1977
- mit Walter Cerny: Die Mitglieder der Wiener Akademie. Ein geschichtlicher Abriss auf Grund des Quellenmaterials des Akademiearchivs von 1751 bis 1870. Archiv der Akademie der Bildenden Künste, Wien, 1978
- (Hrsg.): Original – Kopie – Replik – Paraphrase, Ausstellungskatalog Akademie der Bildenden Künste, Wien 1980
- (Hrsg.): Schlachten Schlachten Schlachten, Ausstellungskatalog, Akademie der Künste, Wien 1984

Er veröffentlichte Museumsführer (Gemäldegalerie Akademie der Künste) zu Francesco Guardi, Lucas Cranach der Ältere und Peter Paul Rubens.